# Dictyophara exoptata
Dictyophara exoptata är en insektsart som beskrevs av Dlabola och Heller 1962. Dictyophara exoptata ingår i släktet Dictyophara och familjen Dictyopharidae. Inga underarter finns listade i Catalogue of Life.